# دفوى
دفوى منطقه تقع في أرض المحس في شطر النوبة السوداني

## الموقع
تحدها من الشمال منطقة كجبار ومن الشرق منطقتي فريق ومشكيله ومن الجنوب كسكوجة.

## التاريخ
زكر المؤرخون بأن اخر ملك للمحس -في كرمه ودفوي- بقايا قضورهم غرب دفوي-بارين دفي—اخر ملك للنوبه حاول تجديد اتفاقيه البقت (وبقتي تعني القسمة بالنوبيه)مع امراء العرب في الشام كان جورج ابن داوود......وكان ذلك في العام 1505 ميلاديه وأول من دخل الإسلام من ملوك المحس كان ابنه دوود ابن جورج في العام 1512 ميلاديه